# ۲۸ اردیبهشت
۲۸ اردیبهشت پنجاه و نهمین روز سال در گاه‌شماری خورشیدی است. به پایان سال ۳۰۶ روز (۳۰۷ روز در سال کبیسه) باقی‌است.

## رویدادها
- ۱۳۸۹ - آزادی و بازگشت یکی از قاتلان شاپور بختیار یعنی علی وکیلی‌راد از فرانسه به ایران
- ۱۴۰۰ - حادثه اردیبهشت ۱۴۰۰ هواپیمایی زاگرس
- ۱۴۰۱ - تیراندازی ۱۴۰۱ بنیاد مستضعفان ایلام
- ۱۴۰۲ - رقم خوردن بدترین شکست تاریخ باشگاه فوتبال تراکتور در مقابل باشگاه فوتبال استقلال با نتیجه هفت بر یک

## زادروزها
- ۴۲۷ - عمر خیام، ریاضی‌دان، فیلسوف و شاعر
- ۱۳۴۳ - عبدالصمد مرفاوی، آموزگار فوتبال
- ۱۳۶۸ - محمدرشید مظاهری، بازیکن فوتبال
- ۱۳۷۴ - مهران سماک، از کشته‌شدگان خیزش مهسا
- ۱۳۷۶ - مجید رضوی، خواننده

## درگذشت‌‌ها
- ۱۴۰۱ - غلامحسین رضانژاد، نویسنده
- ۱۴۰۴ - ابراهیم رهبر، نویسنده

## مناسبت‌ها
- روز بزرگداشت عمر خیام در ایران[۱]
- روز جهانی موزه و میراث فرهنگی